# Машенька (пьеса)
«Машенька» — комедийная пьеса в трёх актах советского драматурга А. Н. Афиногенова.

## Сюжет
Пьеса рассказывает о взаимоотношениях двух людей: старого академика Окаемова и его пятнадцатилетней внучки Маши. Впервые встретившись, родственники относятся друг к другу прохладно, но постепенно между ними возникает настоящая дружба. Окаемов снова чувствует радость жизни, а юная Машенька, благодаря поддержке взрослых людей, преодолевает жизненные неурядицы, с которыми пришлось столкнуться в столь раннем возрасте.

### Акт I

#### Сцена первая
К семидесятилетнему академику-палеографу Окаемову приезжает его внучка Маша. Отец Маши умер, а мать пытается создать новую семью. Девочка ей мешает, и тогда её отправляют к деду. Окаемов, привыкший к одиночеству, не понимает, как поступить. В квартиру академика врывается Леонид Кареев, жизнерадостный, вечно спешащий и немного рассеянный геолог. Он немедленно сообщает, что Окаемову несказанно повезло, а сам убегает за своей новой знакомой, учительницей пения Ниной Александровной, по случайности оказавшейся соседкой Окаемова. Кареев немедленно организует прослушивание Маши, и Нина соглашается её учить, найдя голос Маши приятным, а слух хорошим.

#### Сцена вторая
Через несколько дней Маша освоилась в доме Окаемова и нашла в школе новых друзей. Окаемов, вызванный на родительское собрание, растянул связки на ноге и теперь болеет. Его навещает доктор Туманский, человек легкомысленный в любви и удачливый в жизни. Его сын Виктор, почти копия отца по привычкам, говорит Маше, что любит её, добивается ответного признания и требует, чтобы Маша написала ему письмо о своей любви. Туманский знакомится с Ниной и начинает ухаживания, несмотря на то, что уже состоит в отношениях с другой женщиной. Леонид Кареев, узнав об этом, отказывается от собственной мечты завоевать Нину и начинает её избегать.

#### Сцена третья
Окаемов, узнав, что у Маши нет теплой шубы, решает продать несколько своих редких книг. Маша тем временем боится прийти домой: оказывается, Виктор поспорил, что Маша напишет ему письмо о любви, и добившись своего для смеха прочитал его перед классом. Леонид по-прежнему уверен, что Нина очарована Туманским и скоро выйдет за него замуж. Поверив этому, Окаемов решает воздействовать на Туманского через Нину, чтобы принудить Виктора извиниться. В разговоре с Ниной выясняется, что отношения учительницы с Туманским не переходят границ дружеских, по крайне мере, с её стороны. Возвращается Маша, Окаемов утешает её, говоря в конце «Будем жить. Вместе».

### Акт II

#### Сцена четвёртая
Маша просит учительницу помочь ей заработать денег, чтобы вернуть дедушкины книги. Нина соглашается, одновременно предупреждая, чтобы Маша не рассчитывала на шальные деньги от своего пения и продолжала учиться. Туманский объясняется с Ниной и прозревает, насколько нелицеприятно его поведение и как пагубно его пример действует на сына. Он обещает, что Виктор извинится перед Машей. Виктор извиняется, а Маша признается ему, что любви между ними нет, и письмо она написала из жалости, думая, что Виктор также одинок и несчастен, как и она. Конец встречи застают школьные товарищи Маши, которые пришли к Окаемову с приглашением на праздничную встречу. Окаемов должен выступить перед молодежью. Сперва не зная, что сказать, затем академик решает, что посвятит своё выступление тем переменам, которые произошли в жизни страны за его долгую жизнь, с 1870 по 1940 годы, и что готовит будущее.

#### Сцена пятая
Празднование Нового года. Маша признается Нине, что любит Леонида. Леонид и Нина признаются друг другу в любви, и это слышит Маша. Огорчённая, она приходит к деду, который её утешает. Нина приносит выкупленные благодаря Машиному труду и её небольшому вкладу книги Окаемова, их решают преподнести академику в качестве новогоднего подарка. Все родственники, друзья и знакомые собираются за общим столом и встречают Новый год под бой курантов.

### Акт III

#### Сцена шестая
Наступает весна. Маша с успехом выступает на городском концерте. Окаемов предупреждает её об опасности опьянения успехом и вниманием публики. Леонид Кареев извещает друзей, что у него с Ниной родилась дочь, которую тоже назвали Машенька. В этот момент возвращается мать Маши, Вера Михайловна, новая семейная жизнь которой так и не сложилась. Она забирает дочь от деда, вновь оставляя его в одиночестве.

#### Сцена седьмая
Школьные товарищи Маши предлагают Окаемову написать в комсомольскую газету статью, обвиняющую Веру Михайловну в неправильном воспитании дочери. Окаемов соглашается, но вскоре приходят Вера Михайловна и Туманский. Мать Маши обвиняет Окаемова, что именно он стал причиной разлада в семье, Туманский указывает Вере Михайловне, что, возможно, она теперь совершает такую же ошибку. Окаемов отказывается от идеи газетной статьи и пишет письмо Маше, которое заставит её остаться с матерью. Но Маша сама приходит к дедушке и напоминает о скором начале его лекции. Окаемов, не знавший, о чём говорить, теперь решает посвятить своё выступление искусству быть родителями.

## Действующие лица
Список приводится по изданию Афиногенов А. Н. Избранное. — Москва: Советский писатель, 1951.
- Окаемов Василий Иванович, 70 лет.
- Маша — его внучка, 15 лет.
- Туманский Павел Павлович, 43 лет.
- Виктор — его сын, 16 лет.
- Нина Александровна, 30 лет.
- Леонид Борисович, 35 лет.
- Мотя, 50 лет.
- Вера Михайловна, 38—40 лет.
- Школьники:
Сеня, 16 лет
Леля, 16 лет
Галя, 13 лет

## История создания и постановок
Пьеса написана Афиногеновым в 1940 году и впервые опубликована в 1941. В конце 1930-х годов Афиногенов становится объектом клеветы и критики, и именно тогда возникает идея написать пьесу о старике и его внучке, в которой будут действовать хорошие люди и существовать настоящая дружба. Первоначально пьеса предназначалась для детей. Работа над ней велась в 1938—1939 годах, к лету 1940 года появился первый вариант под названием «Апрель». Затем к концу года Афиногенов переработал пьесу для театра Моссовета, сменив название на «Машенька», и передал её для постановки. В ходе работы над будущем спектаклем родился третий вариант.
Последний вариант был доработан с учётом особенностей актёров, игравших роли в спектакле. Как вспоминал режиссёр Юрий Завадский, первоначально Машенька была очень хрупкой, отрешённой, что не соответствовало облику актрисы Веры Марецкой, воплощавшей её на сцене. Автор внёс необходимые правки, и Машенька приобрела нынешний облик: живой, непосредственной, упрямой и весёлой. После всех изменений 12 марта 1941 года Афиногенов направил пьесу в Комитет по делам искусств с просьбой считать его окончательным. Именно этот вариант и был опубликован.
Премьера спектакля состоялась в Театре Моссовета 4 марта 1941 года с Верой Марецкой в роли Машеньки и Евсеем Любимовым-Ланским в роли Окаемова. Постановку осуществил Юрий Завадский. Постановки пьесы в различных театрах продолжаются до настоящего времени.

## Отзывы и критика
Спектакль сразу полюбился зрителям. Он стал театральным событием своего времени и надолго вошёл в репертуары советских и многих зарубежных театров. По мнению критиков, драматург правильно угадал, что поиски главными героями пути к взаимопониманию окажутся близки каждому человеку. Он сумел показать психологию юности и верно воссоздать переживания героев. Одновременно не остались без внимания и социальные изменения в жизни страны, что положительно повлияло на принятие пьесы советской властью.